# San Giovanni Rotondo
San Giovanni Rotondo – miejscowość i gmina we Włoszech, w regionie Apulia, w prowincji Foggia.
Miejsce życia św. Pio z Pietrelciny.
Według danych na rok 2004 gminę zamieszkuje 26 078 osób, 100,7 os./km².

## Miasta partnerskie
- Wadowice

## Galeria

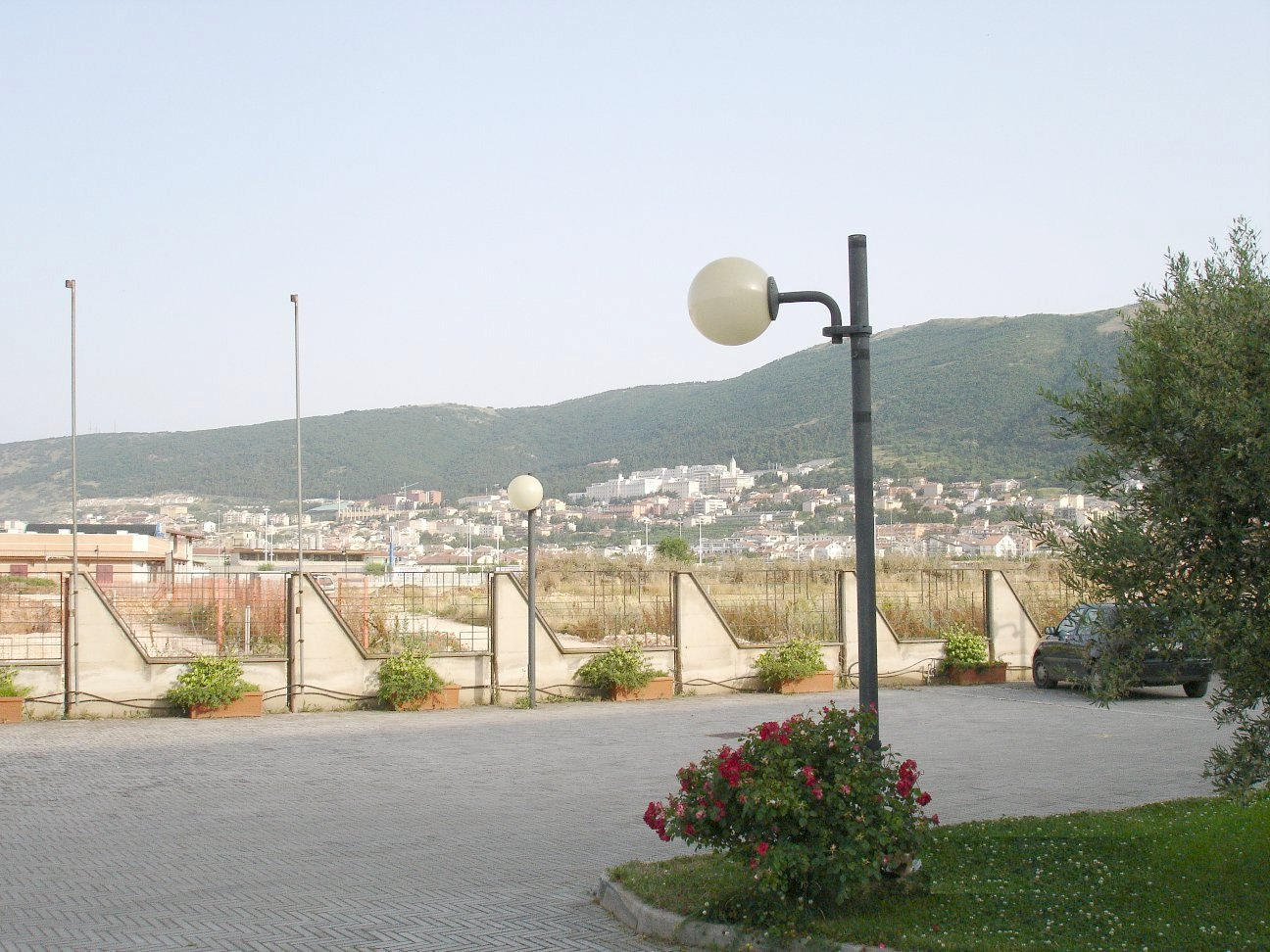
Panorama San Giovanni Rotondo, rankiem
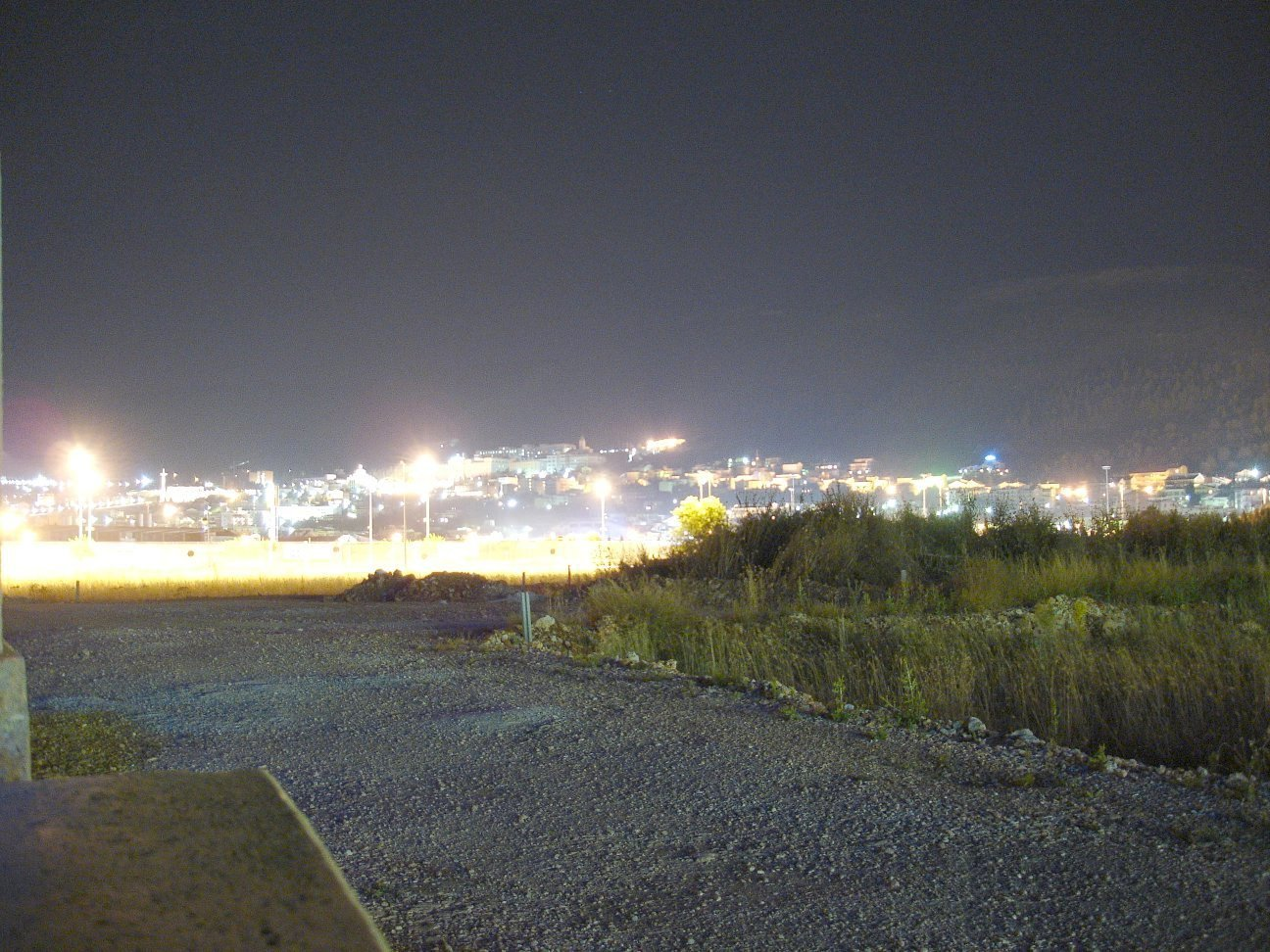
Noc Świętojańska w San Giovanni Rotondo
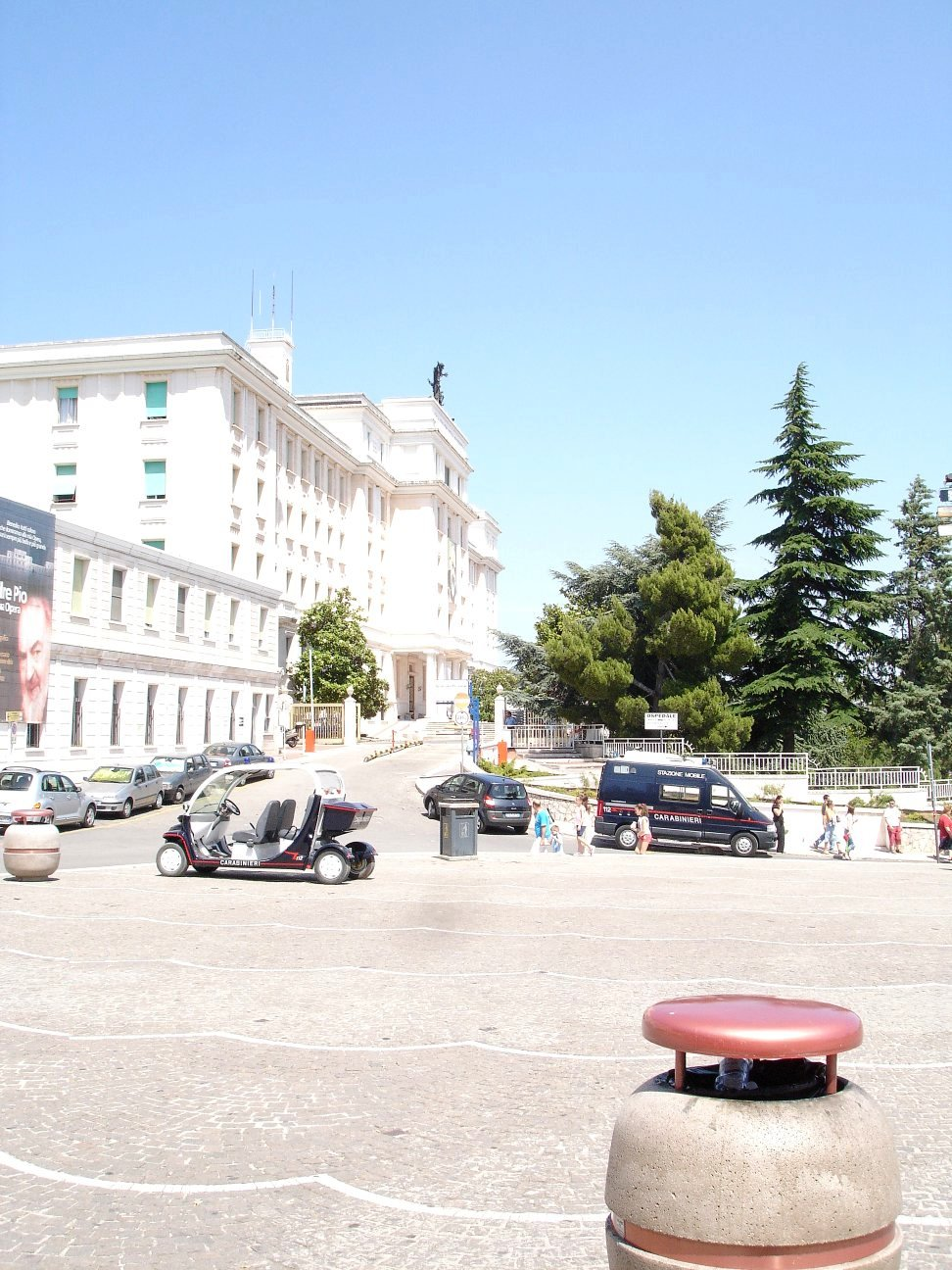
Casa Sollievo della Sofferenza – Dom Ulgi w Cierpieniu
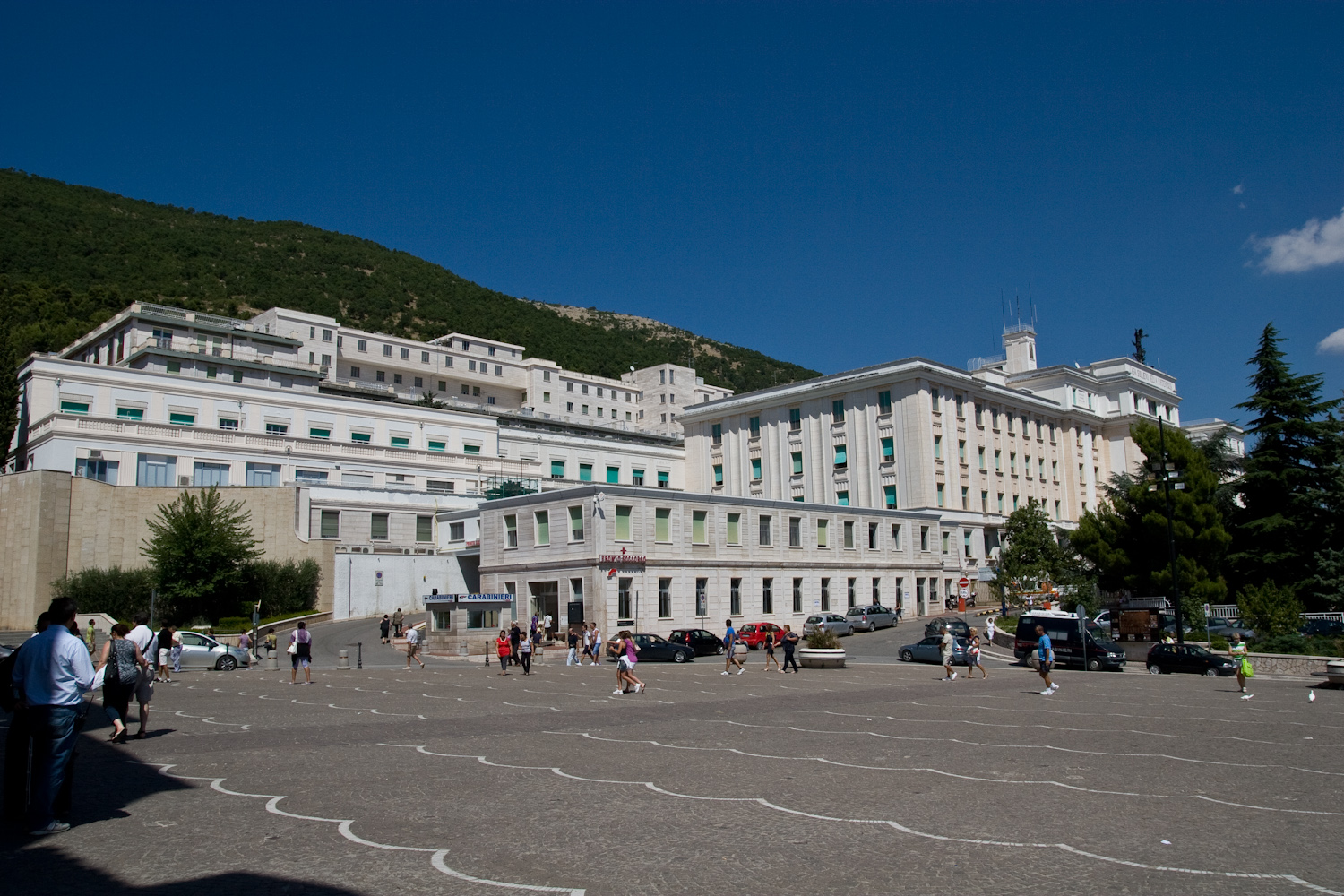
Dom Ulgi w Cierpieniu, widok od frontu